# Wieża telewizyjna w Bremie
Wieża telewizyjna w Bremie (niem: Fernmeldeturm Bremen) – wieża telewizyjna w Bremie, w Niemczech, o wysokości 235,7 m. Wyposażona jest w platformę roboczą o wysokości 40 m, położoną na wysokości 108,2 m. Wieża znajduje się w dzielnicy Walle przy Utbremer Straße, w odległości okło 2,5 km od ścisłego centrum Bremy. Została ukończona w 1986 roku. 
Nie jest udostępniona turystom do zwiedzania.